# Гал-Оя (національний парк)
Національний парк Гал-Оя на Шрі-Ланці був заснований 1954 року та є основним басейном Сананаяке Самудрая, найбільшого водосховища Шрі-Ланки, яке було утворено в рамках проекту розвитку Гал-Оя будівництвом дамби на річці Гал-Оя у Інгініягала у 1950 р. Важливою рисою національного парку є стадо слонів, яке можна спостерігати цілий рік. А серед флори парку вартими уваги є три важливі рослини медицини Аюрведа, тріфала: Terminalia chebula, Terminalia bellirica та Emblica officinalis. З 1954 по 1965 рік парком управляла Рада розвитку Гал-Оя, а потім воно було передано Департаменту охорони дикої природи. Національний парк розташований у 314 км від столиці Шрі-Ланки Коломбо.

## Пов'язані природоохоронні території
Рада розвитку Гал-Оя заснувала декілька природоохоронних територій для захисту водних басейнів водосховища Сананаяке Самудрая і декількох інших. Це допомогло запобігти ерозії ґрунту, спричиненої спалюванням рослинного покрову тхалава селянами. Так у 1954 році були засновані Національний парк Гал-Оя, охоронна зона Сананаяке Самудрая, північно-східна охоронна зона долини Гал-Оя і південно-східна охоронна зона долини Гал-Оя. Ці чотири резервати мають площу 63 000 га. Департамент охорони дикої природи здійснює управління та захист цих територій, зменшуючи сутички між селянами та слонами та встановлюючи контроль за дотриманням законодавства по охороні флори та фауни. Рейнджери мають чотири пости: Інгініягала, Муллегама, Нілгла та Бадулувела. 1974 року була додана охоронна зона Буддангала (монастир з руїнами супи та інші будівлі у розташованій поруч території Малваттай).

## Характеристики
Парк має висоту над рівнем моря від 30 до бл. 900 метрів., з горами Данігала, Нілгала та Улпота. Опади приносять дощі під час північно-східного мусону, середньо-річний рівень опадів становить 1700 мм.
Крім доріг у парк можна потрапити на човні від Інгініягала через Сананаяке Самудрая. Пташиний острів на водосховищі є місцем гніздування птахів. У місці, де у водосховище впадає Гал-Оя, вода тече через природний тунель, відомий як Макара Ката («пасть дракона» сингальською) або просто Макара. Неподалік також розташована ступа Дагхавапі, збудована у 2 ст. до н. е. на місці, де за традицією Будда медитував під час третього відвідання Шрі-Ланки. Ступу щороку відвідують тисячі віруючих. Історичну важливість має і Данігала, яка була домівкою Веддів Хенебадде . На скелі біля печери Херебадде є написи Брахмі.

## Флора і фауна
Рослинність парку представлена трьома типами: лісами, чагарниками і полями. Національний парк включає значущу територію трав'яних саван, відомих як тхалава сингальською та гористі луки, відомі як патхана. У тхалава переважають жорсткі трави, такі як Cymbopogon nardus («мана») і Imperata cylindrica («ілук»). Випалена тхалава, відома як Дамана, використовується селянами для випасу домашньої худоби. У лісах можна знайти також рідкісні рослини, які використовуються у медицині, наприклад Pterocarpus marsupium, Careya arborea і Cassia fistula. Поширеними квітучими рослинами є Berrya cordifolia, лонган, Mangifera zeylanica, Diospyros spp., Ziziphus spp. і Mallotus repandus («вал кеппетія»).
У парку відомо 32 сухопутних ссавці, серед яких слон цейлонський, аксис цейлонський, мунтжак індійський, водяний буйвіл, замбар індійський, ланкійський леопард, Macaca sinica і свиня дика. Серед рептилій вартими уваги є болотяний крокодил і черепаха зірчаста. У парку зафіксовано понад 150 видів птахів, серед них:
- яванський марабу, пелікан сірий та червонолиця зозуля.[8],
- водоплавні птахи — Phalacrocorax fuscicollis, Anhinga melanogaster, чапля сіра і Dendrocygna javanica[9],
- та хижі птахи — білобрюхий орлан і сіроголовий орлан[9].

Ендеміком парку є метелик Appias wardii.

## Загрози та охорона
Незаконна вирубка забрала 120 000 м² лісу. Зафіксований і незаконний збір медичних рослин. Недостатня кількість рейнджерів парку не дозволяє повністю запобігти цим злочинам. Критиці були піддані і дії самого Департаменту охорони дикої природи, коли він неспромігся надіслати хірурга-ветеринара, щоб допомогти пораненому слону. Був запропонований екокоридор джунглів між національними парками Гал-Оя і Мадуру-Оя.

## Фауна парку

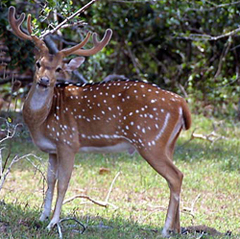
Аксис
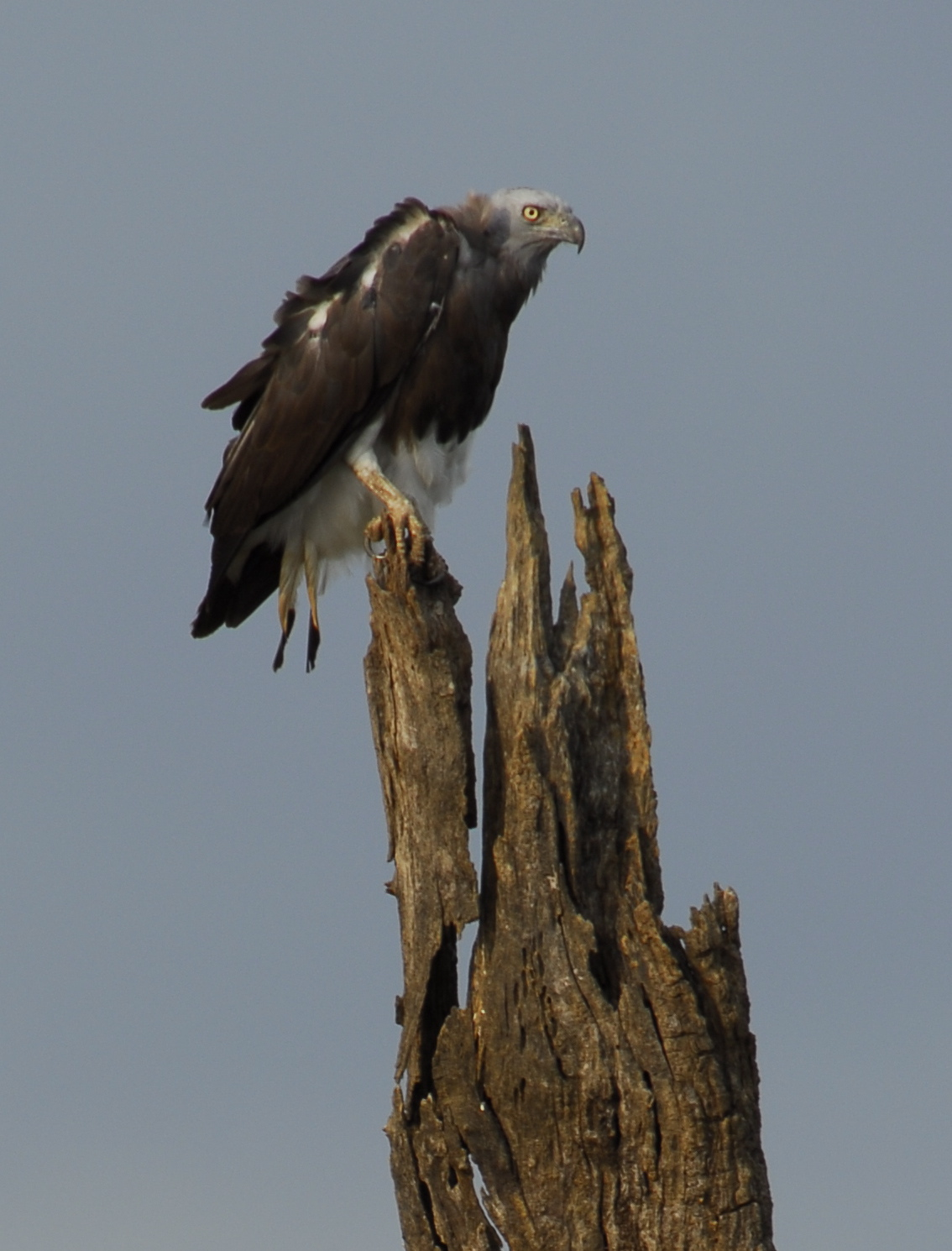
Сіроголовий орлан